# زهرة الحواشي الفارسية
زهرة الحواشي الفارسية (باللاتينية: Veronica persica) نوع نباتي يتبع جنس زهرة الحواشي من الفصيلة الحملية. كانت تصنف سابقًا ضمن الفصيلة الغدبية.

## الموئل والانتشار
موطنها المشرق العربي ووادي النيل والمغرب العربي وتركيا وبعض مناطق أوروبا.
أدخلت أيضًا إلى الولايات المتحدة ومناطق أخرى من العالم.

## مرادفات للاسم العلمي
- (باللاتينية: Pocilla persica (Poir.) Fourr.)
- (باللاتينية: Veronica buxbaumii Ten.)
- (باللاتينية: Veronica byzantina (Sibth. & Sm.) Degen)
- (باللاتينية: Veronica tournefortii C. C. Gmel.)
- (باللاتينية: Veronica persica Poir. subsp. persica)
- (باللاتينية: Veronica persica subsp. corrensiana (E. Lehm.) Stroh)
- (باللاتينية: Veronica tournefortii subsp. corrensiana Lehm.)